# Gare d’Ourscamps
Gare d’Ourscamps vasútállomás Franciaországban, Pimprez településen.

## Vasútvonalak
Az állomást az alábbi vasútvonalak érintik:
- Creil–Jeumont-vasútvonal

## Kapcsolódó állomások
A vasútállomáshoz az alábbi állomások vannak a legközelebb:
- Gare de Ribécourt
- Gare de Noyon